# ファン人

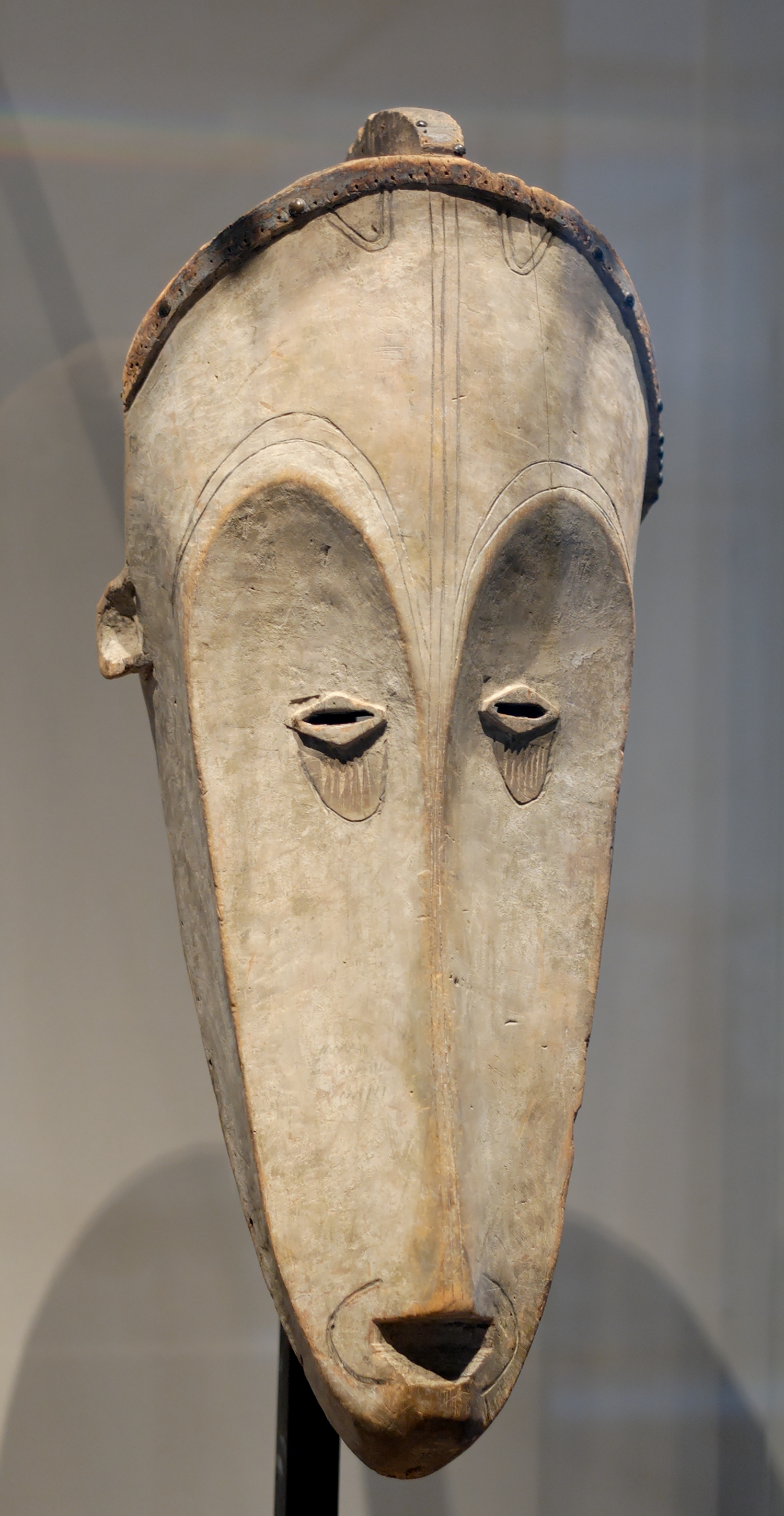
ファン人の仮面

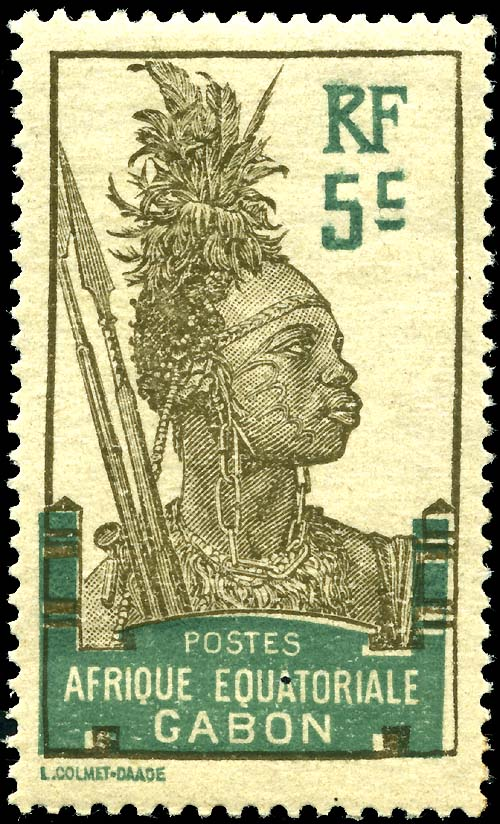
ファン人の戦士を描いた切手。1910年発行。

ファン人(Fang)は、アフリカの民族。ベティ人のサブグループ（en:Beti-Pahuin peoples）であり、赤道ギニア大陸部（リオ・ムニ）、ガボン北部、カメルーン南部に主に居住する。コンゴ共和国やサントメ・プリンシペにも少数が居住する。言語はファン語を話す。

## 概説
ファン人は17世紀後半から20世紀初頭にかけて南下し、リオムニやガボン北部に定住した。
赤道ギニアにおいては人口の80%を占める多数派民族であり、さらに初代大統領マシアス・ンゲマおよび第2代大統領テオドロ・オビアン・ンゲマの出身民族であるため、政治の実権を握っている。しかし居住が大陸部にかたより、首都マラボのあるビオコ島では少数派である。また、政治の実権を握るファン人に対し少数派（ビオコ島では多数派）のブビ人やフェルナンディノなどは不満を高めており、非合法野党であるビオコ自治運動による分離要求を招いている。
ガボンにおいても人口の30%を占める最大民族となっているが、政治の実権は南東部の少数民族バテケ人が握っている。初代大統領レオン・ムバはファン人であったが、その政権を継いだオマール・ボンゴ・オンディンバはバテケ人を重用し、ファン人以外の民族グループを糾合することで政権を安定させた。
2022年にファン人の秘密結社が儀式で使っていた希少な仮面がフランスのモンペリエで行われた競売で420万ユーロで落札された。